# Everson Ruiz
Everson Ruiz (San Cristóbal; 5 de noviembre de 1987) es un actor, modelo y cantante venezolano.

## Trayectoria
Sus comienzos se remontan al año 1999, cuando con apenas 16 años participaba en la Televisora Regional del Táchira en programas de verano. 
Dio sus primeros pasos en la actuación en la obra A la diestra de dios padre y en distintos performance en dicha provincia. 
A los 17 se muda a Caracas para participar en un programa juvenil de canto de Venevision, pero no llegó a clasificarse y quedó fuera del concurso. 
Comienza sus estudios en la Universidad Central de Venezuela y se licencia en Artes en 2011. También realizó estudios cinematográficos en la Escuela Universitaria TAI de Madrid. 
Mientras realiza sus estudios, en paralelo, realiza varias obras de teatro para el grupo de teatro Thalía,dirigido por Carmelo Castro y en el grupo de teatro Colibrí, dirigido por José Manuel Ascensao.
A la edad de 18 años forma parte del elenco juvenil de la telenovela Amor del Bueno transmitida por Venevisión y protagonizada por Coraima Torres y Ricardo Álamo, donde interpreta a "Robert" un joven que cae en las drogas y hace caer en ellas a su mejor amigo e hijo de la protagonista.
Más adelante hace una participación especial en la telenovela juvenil Con toda el alma transmitida por Venevisión. En el año 2008 participa en Isa TKM telenovela de Nickelodeon Latinoamérica, donde interpreta el personaje de Dago Julián  que le dio reconocimiento internacional, interpretando un antagónico, un DJ excéntrico que  pretende quedarse con el amor de la protagonista Isa Pascualli interpretado por María Gabriela de Faría. 
Luego, en la serie juvenil Corazones Extremos, interpreta un eterno enamorado Ricky.
En el año 2012 interpreta a  Juan Carlos,  un joven estudiante que llega a Teresa en tres estaciones para luchar por el amor de una de las Teresas con un rol coprotagónico. 
En el año 2015 incursiona en la producción con los cortometrajes Piano, Taijitu y La Llegada.
Para el 2016 se incorpora al equipo de Olmos y Robles una serie de televisión de detectives  producida por 100 Balas y transmitida por Televisión Española. 
En el año 2017 aparece como modelo en el vídeo musical «Todo Cambio» de la cantante Becky G.

## Filmografía
| Año       | Título                    | Rol                      | Cadena      | Medio               |
| --------- | ------------------------- | ------------------------ | ----------- | ------------------- |
| 2004      | Amor Del Bueno            | Robert                   | Venevisión  | Telenovela          |
| 2005      | Con Toda el Alma          | Él mismo                 | Venevisión  | Telenovela          |
| 2008-2009 | Isa TKM                   | "Dago" Julián            | Nickelodeon | Telenovela          |
| 2010-2011 | Corazones extremos        | Ricardo "Ricky" bascaran | Venevisión  | Telenovela          |
| 2012      | Teresa en tres estaciones | Juan Carlos              | TVes        | Telenovela          |
| 2013      | La llegada                | Fernando                 | Youtube     | Cortometraje        |
| 2015      | Piano                     | Director de producción   | Youtube     | Cortometraje        |
| 2015      | Taijitu                   | Director de producción   | Youtube     | Cortometraje        |
| 2016      | Olmos y Robles            | Equipo de producción     | La 1        | Serie de televisión |
| 2017      | Todo Cambio               | Modelo                   | Becky G     | Videoclip           |

### Teatro
| Año       | Proyecto                                     | Rol             |
| --------- | -------------------------------------------- | --------------- |
| 2002      | A la diestra de dios padre                   | Peralta         |
| 2003-2006 | Aladino y su lámpara maravillosa: el musical | Hafí            |
| 2004      | Lancelot en el siglo XXI: el musical         | Sombra          |
| 2004-2008 | El país de caramelo: el musical              | David Valiente  |
| 2005      | Santa Claus en apuros: el musical            | Reno            |
| 2007      | Rimbaud el mensajero del delirio             | Rimbaud (Joven) |
| 2008      | El Enfermo imaginario                        | Productor       |
| 2011-2012 | El gato con botas de goma: el musical        | Felino          |

## Premios y reconocimientos
- Premio a la mejor interpretación año 2007 con la canción «A medio vivir» del cantante Ricky Martin en el festival de la voz de Artes en la Universidad Central de Venezuela.